# NGS Advanced Fibers
NGS Advanced Fibers est une entreprise industrielle japonaise spécialisée dans la production de fibres céramiques en carbure de silicium, où elle exerce en situation de quasi-monopole. C'est une filiale des sociétés Nippon Carbon (Japon), Safran (France) et GE Aviation (États-Unis).

## Historique
Dans les années 1980, la société japonaise Nippon Carbon Co. spécialisée dans les produits carbone et graphite développe une technologie de fabrication de fibres continues de carbure de silicium, mises au point dans les années 1970 par le professeur Yajima de l'université du Tōhoku. Elle les commercialise sous les marques Nicalon, High Nicalon et High Nicalon Type S.
En février 2012, Nippon Carbon cède une partie de ces actifs et l'activité est constituée en joint venture codétenue par le fabricant historique (50%), Safran Ceramics — une filiale du groupe Safran — (25%) et GE Aviation (25%),. Les deux motoristes utilisent ces fibres pour confectionner des matériaux composites à matrice céramique, capables de résister à de très hautes températures pour alléger les moteurs d'avion. Ces fibres sont notamment utilisées dans la turbine du moteur LEAP, commercialisé par CFM International — une coentreprise de Safran et GE — et propulsant les Boeing 737 MAX et une majorité d'Airbus A320Neo.
Le siège social et le site de production de NGS Advanced Fibers (acronyme de ses sociétés mères) sont à Toyama, au Japon.  
En 2017, une extension de la capacité de production à 10 tonnes par an est mise en service, pour répondre à une demande croissante. Elle fait de NGS Advanced Fibers la seule usine au monde capable de produire de telles fibres, et partant le leader incontesté du domaine.   
En 2018, un site de production complémentaire est en construction à Huntsville (Alabama) aux États-Unis.  